# Велике невоље у малој Кини
Велике невоље у малој Кини (енгл. Big Trouble in Little China) је амерички научно фантастични мистеријски филм из 1986. године, режисера Џона Карпентера у продукцији компаније 20th Century Fox, са Курт Раселом, Ким Катрал, Денисом Даном и Џејмс Хонгом у главним улогама.

## Радња
Адвокат из града Сан Франциска разговара са старијим Кинезом, Егом Шеном, у покушају да сазна где се налази Џек Бартон (Курт Расел). И такође да сазнамо шта се догодило и зашто је пола Кинеске четврти нестало у зеленом пламену. Шен му даје мали трик и започиње причу са Џеком Бартоном који превози гомилу свиња у свом камиону у Сан Франциско. Док му се ауто истовара, он седне да се игра са својим другаром Ванг Чијем (Денис Дан). Ванг тешко губи од Џека, али обећава да ће му све вратити касније, након што упозна своју вереницу Миао Јинг (Сузи Пај). Међутим, Џек одлучује да се сложи са Вангом како не би изгубио свој добитак. На аеродрому, Вангову невесту киднапује локална банда „Господари смрти”.
Џек и Ванг су кренули у потеру за бандитима и сведоци обрачуна између банди, у који се умешају три непозната Кинеза, убијајући све заредом. Покушавајући да оде, Џек удари старијег господина аутомобилом, и то без и најмање штете за овог другог. Ванг му каже да су три Кинеза елементарни духови и да је старији господин нико други до Дејвид Ло Пен (Џејмс Хонг), моћни чаробњак. У Воновој кући, Џек поново среће новинарку Грејси Лав (први пут су се срели на аеродрому пре отмице) (Ким Катрал), која им говори где да пронађу Вангову вереницу. Идући тамо, Џек наилази на елементе који отимају девојку.
Џек и Ванг одлазе у канцеларију Ло Пен, прерушени у запослене у телефонској компанији. Ујак Ванг сазнаје за појаву Ло Пен на улици, за нестанак Миао Јин и тражи помоћ од старца Ег Шена (Виктор Вонг), који зарађује на екскурзијама у кинеској четврти у свом аутобусу. У лифту, Џек и Ванг упадају у замку и Ло Пен их испитује како би открила зашто је Миао киднапован. Испоставило се да је Ло Пен углавном бестелесан дух, а живу физичку шкољку може добити оженивши девојку зелених очију, реткост међу Кинескињама, а Миао има управо такве. Грејси и њена пријатељица Марго (Кејт Бартон) и Вангов друг Еди Ли одлазе у канцеларију Ло Пен и такође су заробљене у лифту. После извесног мучења, Џек и Ванг успевају да побегну, ослобађајући Грејси и остале у том процесу. Шен им помаже тако што их одвози својим аутобусом. Међутим, испоставило се да је Грејси нестала.
Ег Шен позива једну од локалних банди да помогне. Заједно са њима, пријатељи силазе у тамницу Кинеске четврти. У међувремену, Ло Пен тестира Грејси, која је такође зеленоока, и Миао, они пролазе тест и постају његове невесте. Пријатељи долазе на церемонију, током које Ло Пен мора да преузме тело. Он то схвата, али само делимично. Џек убија Ло Пен и зграда почиње да се руши, духови умиру један по један: Рејн умире у борби мачем са Вангом, Гром буквално пршти од беса, Муња му баци тежак камен на главу. Пријатељи су спасени захваљујући Џековом камиону. Али Џек напушта кварт, не слутећи да са собом води чудовиште које је живело у катакомбама четврти.